# قدیان
قادیان (به انگلیسی: Qadian) یک منطقهٔ مسکونی در هند است که در بخش گرداسپور واقع شده‌است. قدیان ۴۰٬۸۲۷ نفر جمعیت دارد و ۲۵۰ متر بالاتر از سطح دریا واقع شده‌است.